# 果敢族
果敢族，緬甸法定的原住民族:1，是世居於緬甸果敢的當地華人。雖然身為華裔，:77、114但果敢民族的定義是基於政治的，而非基於民族學或歷史學的學術劃分，因此其有別於其他華人，具有緬甸法定原住民政治權利。:114

## 族稱
果敢族又稱「果敢漢人」、「麻栗壩人」、「果敢人」。:114果敢族稱的來歷，始於18世紀末，楊有根將原來的擺夷地名「科干山」，去掉山，定漢名為果敢，以表示所轄之境不再僅是地貌名稱，而是一個獨立的行政區。:9

## 果敢民族與其他華人的區別
果敢民族的定義是基於政治的，果敢民族因此具有緬甸法定原住民政治權利，有別於其他華人。:114根據缅甸2013年頒布的《維護原住民族利益法》，原住民族指以緬甸聯邦共和國為母國永久居住的民族，不包括入籍公民及客籍公民。:74在果敢民族以及緬甸其他民族的認知裡，並非所有僑居於果敢的漢人與緬甸境內的華人都是果敢民族。:114緬甸以外對果敢族的認知往往不明確，時常將土生漢人與新華僑皆視為果敢人。:114

## 歷史
原为清果敢土司，祖先多为明末皇帝朱由榔随从，被满清政府追杀逃至此；受當地民族（誰？）庇护生存下来。清朝末年，英国殖民缅甸並屡次攻打清朝；清朝屡屡战败割地赔偿，将本属于云南地盘的果敢划分给英属缅甸：

### 緬甸聯邦成立後（1948年以後）
1947年2月，翁山邀集緬甸各族參與彬龍會議，果敢坐把楊文炳作為果敢人代表，簽署了彬龍協議，以緬甸一民族的身份，共同爭取緬甸從英國獨立。:54果敢人從緬甸華人轉為果敢民族，確立了少數民族的身份。:55
1948年，緬甸憲法頒布實施，果敢民族有了族稱與法律地位，果敢族在議會有一個席位。楊振材成為民族議院議員。:701950年，楊振聲出任吳努政府下議院議員。:70
1954年7月，發生胡嘉乾事件。:72木瓜寨商人胡嘉乾（英語：Hoo Kya Chin）未攜證件，被誤認為中國人，遭到貴概移民局拘捕，當作中國共產黨人審問，關押多月。:72此事引發果敢人民的憤慨，要求果敢人應與其他民族一樣獲得平等的待遇。果敢人組織了三百人規模的隊伍，舉行示威遊行，從果敢經貴概，到臘戍集會。:73:14
1956年周恩來在旅緬華僑歡迎大會上表示，中國政府堅決反對雙重國籍，鼓勵華僑加入緬籍。:541960年代初期，緬甸政府派遣考察團前往果敢地區，經過考察後，指出果敢人民在該地已經繁衍生息幾百年，因此要求不要以中國人來稱呼他們，應改稱果敢族。:1該群族自英屬印度期間，其族群歸屬、族稱已經發生改變。:1
1970年代，緬中兩國政府針對緬甸華人國籍達成協議。《緬甸國籍條例規定》要求二代僑民或混血才能歸化緬籍，「國有化政策」則將華校、華人資產收歸國有。果敢族則因具有法定原住民身份，允許設置本族語言學校，保護了緬甸華文教育。若缅甸没有果敢华人，现代的缅甸将不会出现随处可见的华文学校:55

## 风俗饮食
当地使用的货币以中国人民币现金为主，风俗，饮食，说话口音，都与中国云南省临沧无区别。具有缅甸小中国之称。

## 另見
- 果敢歷史
- 果敢土司
- 緬甸公民法，1982年
- 維護原住民族利益法，2013年